# Morris Goldenberg
Morris Goldenberg (* 28. Juli 1911 in Holyoke/Massachusetts; † 7. August 1969) war ein US-amerikanischer Schlagwerker, der auch als Hochschullehrer tätig war.
Goldenberg gehörte seit 1938 dem Orchester des Senders WOR an. Er trat unter vielen namhaften Dirigenten auf und wirkte an Filmmusiken und Fernsehproduktionen von NBC TV mit. Von 1941 bis 1969 unterrichtete er an der Juilliard School. Er veröffentlichte mehrere Lehr- und Fachbücher für Perkussionisten, darunter Snare Drum for Beginners, Modern School for Snare Drum, Modern School for Xylophone, Marimba, Vibraphone und Modern School for Mallet-Keyboard Instruments.